# Karol Antoni Niedziałkowski
Antoni Karol Niedziałkowski (ur. 21 maja 1846 w Minkowcach, zm. 7 kwietnia 1911 w Żytomierzu) – pisarz polski, duchowny katolicki, biskup łucko-żytomierski.

## Życiorys
Po ukończeniu seminarium w Kamieńcu studiował w Akademii Duchownej w Sankt Petersburgu. 23 stycznia 1869 otrzymał święcenia kapłańskie.
Pracę podjął jako wikariusz katedry w Żytomierzu (do 1872), a następnie sekretarz konsystorza diecezji żytomierskiej i od 1881 profesor tamtejszego seminarium oraz kanonik katedralny w Sandomierzu (1884) i kolejno rektor sandomierskiego seminarium (od 1890). 
Był biskupem pomocniczym Mohylewa (od 1897 roku), ze stolicą tytularną Samos, a później biskupem łuckim i żytomierskim (od 1901 roku), administrował także diecezję kamieniecką. Pełnił obowiązki rektora i profesora Akademii Duchownej w Petersburgu.
Był członkiem Stronnictwa Polityki Realnej.
Był założycielem muzeum diecezjalnego i szkoły organistów w Żytomierzu.
Zmarł w Żytomierzu i tam odbył się jego pogrzeb.

## Ważniejsze publikacje
- Asceci w rzeczywistości i wyobraźni współczesnych literatów i artystów (1890)
- O chrześcijańską zasadę (T.1 Nagość w sztuce, T.2 Moralność i przyzwoitość w sztuce; 1895)
- Wolność myśli i wolność czytania
- Nie tędy droga szanowne panie (1897)
- Miraże mądrości Petersburg (1897)
- Wrażenia z pielgrzymki do Ziemi Świętej (Petersburg 1898 Nakł. Księg. K. Grendyszyńskiego 4° ss. [4], 513, [1], tabl. 1)
- Czemu dziś w poezji nie mamy słowików (1901)
- Studja estetyczne (1901)
- Snopek kąkolu (1903)

### Eseje
- Nieco o dyable